# Semabu
Semabu is een bestuurslaag in het regentschap Tebo van de provincie Jambi, Indonesië. Semabu telt 1599 inwoners (volkstelling 2010).